# Andrews Air Force Base
Andrews AFB is een vliegbasis en plaats (census-designated place) in de Amerikaanse staat Maryland vlak bij Camp Springs, en valt bestuurlijk gezien onder Prince George's County. De luchtmachtbasis is bekend als de standplaats van Air Force One, het regeringsvliegtuig van de president van de Verenigde Staten.

## Demografie
Bij de volkstelling in 2000 werd het aantal inwoners vastgesteld op 7925. Bij de volkstelling in 2007 werd het aantal inwoners vastgesteld op 8216. Waaronder 4476 mannen (54,5%) en 3740 vrouwen (45,5%).

## Geografie
Volgens het United States Census Bureau beslaat de plaats een oppervlakte van
17,7 km², waarvan 17,7 km² land en 0,0 km² water.

## Plaatsen in de nabije omgeving
De onderstaande figuur toont nabijgelegen plaatsen in een straal van 8 km rond Andrews AFB.